# Chlamydophytum
Chlamydophytum es un género monotípico de planta parásita, perteneciente a la familia Balanophoraceae. Su única especie:  Chlamydophytum aphyllum Mildbr., es originaria de Gabón.

## Taxonomía
Chlamydophytum aphyllum fue descrita por Gottfried Wilhelm Johannes Mildbraed  y publicado en Verhandlungen des Botanischen Vereins für die Provinz Brandenburg und die Angrenzenden Länder 67: 196. 1925.